# Stuiver
Lo stuiver è una moneta usata nei Paesi Bassi fino alle Guerre napoleoniche. Valeva 16 penning o 8 duit. Venti stuiver valevano un   gulden. Il rapporto tra il gulden e lo stuiver risale all'introduzione, da parte dell'imperatore Carlo V del Carolusgulden d'argento, nel 1543.
Dopo la decimalizzazione della valuta olandese, il nome "stuiver" era utilizzato per indicare popolarmente la moneta cinque cent (1/20 del fiorino) fino all'introduzione dell'euro; attualmente il nome è spesso utilizzato per indicare colloquialmente la moneta da 5 centesimi di euro, che ha circa le stesse dimensioni.
Il nome inglese di stiver deriva da stuiver.

## Stuiver della Compagnia olandese delle Indie orientali
Dal 1660, la Compagnia Olandese delle Indie Orientali iniziò a battere stuiver di rame per l'uso locale nello Sri Lanka. Inizialmente le monete furono battute che il valore su entrambi i lati ma dal 1783 furono aggiunti il monogramma VOC, dal nome della compagnia in nederlandese, e la data. Le monete furono coniate a Colombo, Jaffna, Galle e Trincomalee. Queste monete furono coniate fino all'occupazione britannica nel 1796.